# Aserbajdsjanere
Aserbajdsjanere (egenbenævnelse: Azərbaycanlılar, Azərbaycan türkləri) er et tyrkisk folkeslag som taler Aserbajdsjansk De bor overvejende i staten Aserbajdsjan og i det nordvestlige Iran. De bor også i mindre antal i det østlige Tyrkiet, i Dagestan (hvor de kaldes "Derbent-turkmener") og i Georgien (hvor de kaldes "tatarer").
Folkegruppen blev tidligere regnet til "turko-tatarerne" (som høre til de tyrkiske folkeslag) og i tråd med dette blev de kaldt Kaukasus-tatarer, men også tyrktatarer.

## Religion
I modsætning til de andre muslimske tyrkerfolk i regionen bekender de fleste azerier sig til den shiitiske og ikke til sunniislamske retning af Islam. På grund af dette skelnes der i Tyrkiet mellem Tyrkiet-tyrkere og azeri (shiitiske)-tyrkere (tyrkisk: Şii Türkler).

## Antal
På verdensbasis findes cirka 35–45 millioner aserbajdsjanere. Rundt 8,5 millioner bor i Aserbajdsjan og 23,5 millioner i Iran. 24 % af indbyggerne i Iran er aserbajdsjanere.
Over 300.000 aserbajdsjanere bor i Georgien og 282.700 i Rusland, samt over 860.000 i de andre tidligere sovjetrepublikker. I Armenien bor omkring 84.000 aserbajdsjanere og 78.000 i Kasakhstan. I Tyrkiet bor der omkring 530.000 aserbajdsjanere i provinsen Kars.
4.000 aserbajdsjanere bor i Jordan og 30.000 i Syrien, hvor de hovedsagelig betegnes som "tyrkere" eller "turkmenere".
Den irakiske folkegruppe på 180.000 mennesker, som kaldes "turkmenere", hører sprogligt ind under aserbajdsjanerne.